# Koné (Burkina Faso)
Pour les articles homonymes, voir Koné.
Koné est une commune située dans le département de Kindi de la province de Boulkiemdé dans la région du Centre-Ouest au Burkina Faso.

## Géographie
Koné se trouve à 7 km au sud-est de Kindi, le chef-lieu du département.

## Démographie
| 2003  | 2006  | 2012 |
| ----- | ----- | ---- |
| 5 519 | 6 054 | -    |

## Santé et éducation
Koné accueille un centre de santé et de promotion sociale (CSPS) tandis que le centre médical avec antenne chirurgicale (CMA) le plus proche se trouve à Nanoro.
Le village possède quatre écoles primaires publiques.